# دختر رئیس من
دختر رئیس من (به انگلیسی: My Boss's Daughter) فیلمی محصول سال ۲۰۰۳ و به کارگردانی دیوید زاکر است. در این فیلم بازیگرانی همچون اشتون کوچر، تارا رید، جفری تامبر، اندی ریکتر، ترنس استامپ، مالی شنون، مایکل مدسن، تایلر لابین، جان آبراهامز، پاتریک کرانشاو، آنجلا لیتل، دیوید کوچنر، کارمن الکترا، کینن تامسون و دیو فولی ایفای نقش کرده‌اند.

## خلاصه
مرد جوانی بنام «تام» می پذیرد که از خانه ی رئیسش مراقبت کند. او فکر می کند که این بهترین فرصت برای رسیدن به دختر رئیسش که از مدت‌ها پیش به او فکر می کرده، است...